# Суходіл (Івано-Франківський район)
Суходіл — село в Україні, у Олешанській сільській громаді Івано-Франківського району Івано-Франківської області. До 2016 у складі — Будзинської сільської ради.
25 листопада 1963 р. постановою облвиконкому № 735 в Городенківському районі село Суходіл було приєднано до сусіднього села Долини.

## Географія
Селом протікає річка Суходіл.
| Україна | Це незавершена стаття з географії України. Ви можете допомогти проєкту, виправивши або дописавши її. |